# Joaquín Piquerez
Joaquín Piquerez Moreira (Montevideo, 24 agosto 1998) è un calciatore uruguaiano, centrocampista del Palmeiras.

## Caratteristiche tecniche
È un esterno sinistro.

## Palmarès

### Club

#### Competizioni nazionali
- Campionato brasiliano: 1

Palmeiras: 2022, 2023

#### Competizioni statali
- Campionato paulista: 2

Palmeiras: 2022, 2023

#### Competizioni internazionali
- Coppa Libertadores: 1

Palmeiras: 2021
- Recopa Sudamericana: 1

Palmeiras: 2022